# 戴森环形山

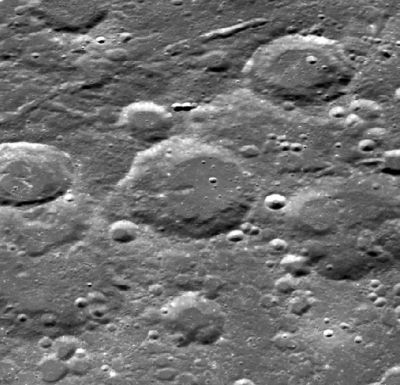
克莱门汀号拍摄的图像

戴森环形山（Dyson）是位于月球背面北半部一座古老的大撞击坑，约形成于39.2-38.5亿年前的酒海纪，其名称取自英国天文学家弗兰克·沃生·戴森爵士（1868年-1939年），1970年被国际天文学联合会正式接受。

## 描述
该陨坑位于形成于前酒海纪，直径约530公里的库仑-萨尔顿盆地边缘附近，西侧及西北偏北分别毗邻古老的范托夫环形山和梅津采夫环形山、东北和东南坐落了已磨损的诺特环形山和库仑环形山，它的西南偏南横亘了略小的克拉默斯环形山，沿西北侧则分布有一道宽阔的无名月谷。该陨坑中心月面坐标为60°52′N 121°43′W / 60.87°N 121.71°W，直径63.14公里，深约2.73公里。
戴森环形山形成以来，已部分被后续的撞击所磨损，但环坑沿并没有覆盖任何明显的撞击坑。它的西北偏北段与卫星坑戴森 X相接壤，西南侧则附靠了一座更小的圆形坑，该陨坑的西南又连接了已严重磨损的卫星坑戴森 Q。戴森环形山最突出的特征是内侧壁不对称，由于东北边缘位于月表一处无名的洼地内（很可能是一座已损毁的陨坑），使得该侧坑壁尤为低浅，内侧坡显的非常陡直，几乎不存在，而其余部分内壁则非常宽坦，坡壁将近伸至陨坑直径四分之一处，因而，造成坑底偏向东北方。该环形山坑壁最大高出周边地形表面1230米，内部容积约有3429.89立方千米。坑底表面大致平坦，东部和东北散布有许多细小的陨坑，中心点附近矗立着一座小中央峰，并延伸着一道直抵西侧内壁上的笔直山脊。

## 卫星陨石坑
按惯例，最靠近戴森环形山的卫星坑在月图上以字母标注在该坑中心点的旁边。

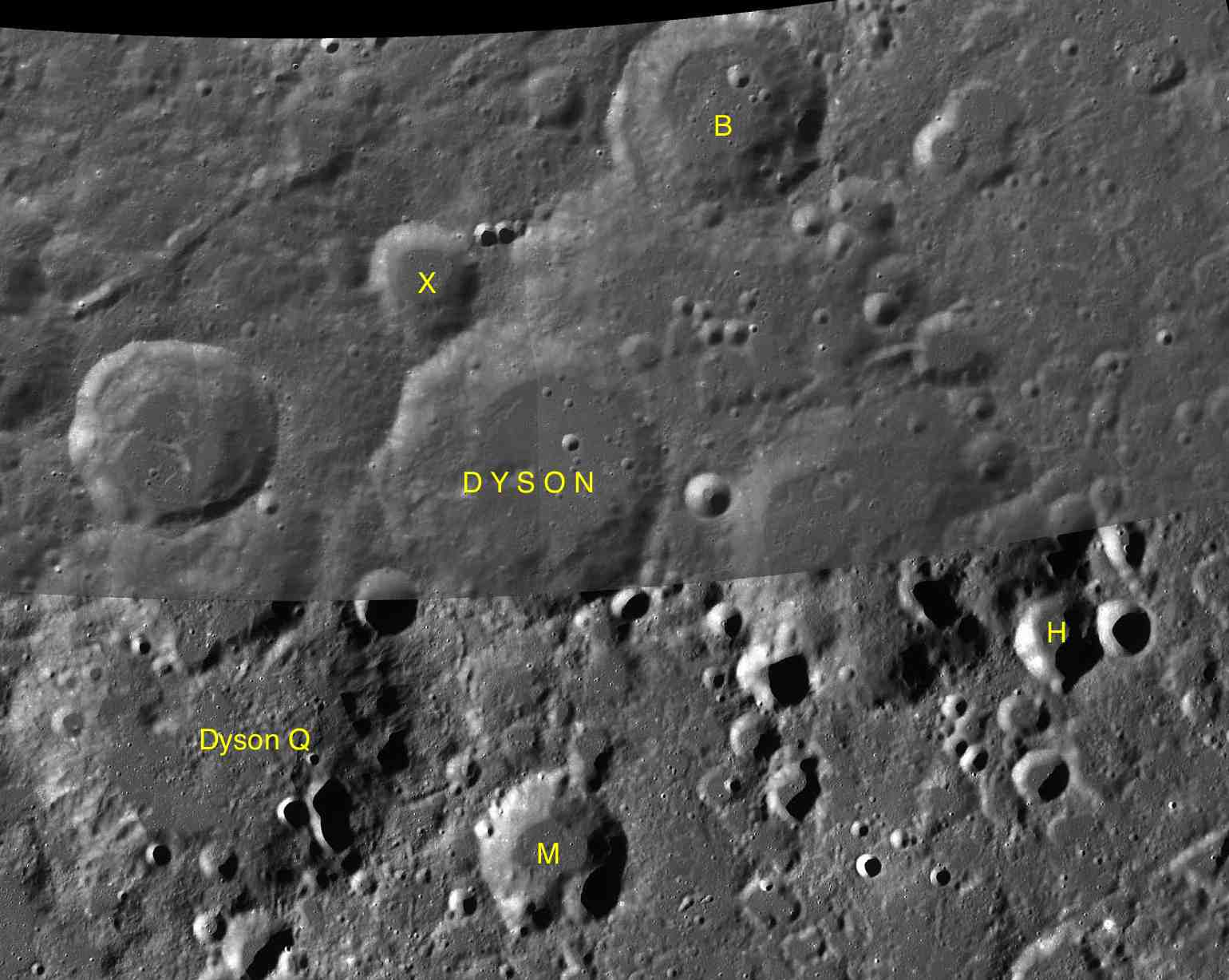
LAC-20 区域图

| 戴森 | 纬度     | 经度      | 直径     |
| ---- | -------- | --------- | -------- |
| B    | 63.33° N | 118.27° W | 49.6公里 |
| H    | 59.31° N | 114.35° W | 21.0公里 |
| M    | 58.17° N | 121.53° W | 31.5公里 |
| Q    | 59.19° N | 126.13° W | 93.2公里 |
| X    | 62.26° N | 123.03° W | 25.8公里 |

- 卫星坑戴森 B约形成于酒海纪[1]；
- 卫星坑戴森 Q约形成于前酒海纪[1]。

## 另请参阅
- Andersson, L. E.; Whitaker, E. A. . NASA RP-1097. 1982.
- Blue, Jennifer. . USGS. July 25, 2007  [2007-08-05]. （原始内容存档于2018-12-25）.
- Bussey, B.; Spudis, P. . New York: Cambridge University Press. 2004. ISBN 978-0-521-81528-4.
- Cocks, Elijah E.; Cocks, Josiah C. . Tudor Publishers. 1995. ISBN 978-0-936389-27-1.
- McDowell, Jonathan. . Jonathan's Space Report. July 15, 2007  [2007-10-24]. （原始内容存档于2019-06-21）.
- Menzel, D. H.; Minnaert, M.; Levin, B.; Dollfus, A.; Bell, B. . Space Science Reviews. 1971, 12 (2): 136–186. Bibcode:1971SSRv...12..136M. doi:10.1007/BF00171763.
- Moore, Patrick. . Sterling Publishing Co. 2001. ISBN 978-0-304-35469-6.
- Price, Fred W. . Cambridge University Press. 1988. ISBN 978-0-521-33500-3.
- Rükl, Antonín. . Kalmbach Books. 1990. ISBN 978-0-913135-17-4.
- Webb, Rev. T. W.  6th revised. Dover. 1962. ISBN 978-0-486-20917-3.
- Whitaker, Ewen A. . Cambridge University Press. 1999. ISBN 978-0-521-62248-6.
- Wlasuk, Peter T. . Springer. 2000. ISBN 978-1-85233-193-1.